# トーマス・ウールナー

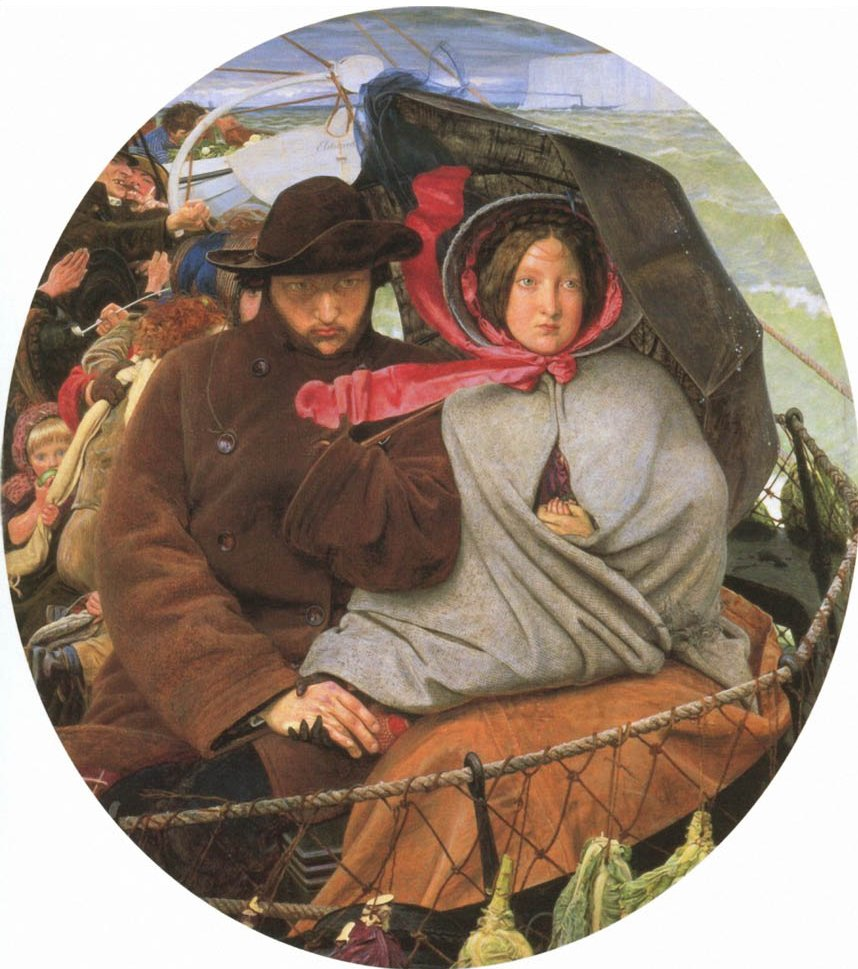
フォード・マドックス・ブラウン作『The Last of England』(1865)、バーミンガム美術館

トーマス・ウールナー（Thomas Woolner RA、1825年12月17日 - 1892年10月7日）は、イギリスの彫刻家、詩人である。19世紀後半のイギリスの美術家グループ「ラファエル前派」のメンバーの中のただひとりの彫刻家であった。

## 略歴
イングランド東部、サフォークのハドレー(Hadleigh)で生まれた。彫刻家のウィリアム・ベーネス(1795-1864)から彫刻を学んだ。1842年にロイヤル・アカデミー・オブ・アーツの美術学校に入学し、1843年にアカデミーの展覧会に初めて出展した。この美術学校で、ダンテ・ゲイブリエル・ロセッティやウィリアム・ホルマン・ハント、ジョン・エヴァレット・ミレーといった若い芸術家と知り合った。
彫刻家としての注文は余り得られていないためにこの時期のウールナーの作品は少なかったが、シェークスピアの『真夏の夜の夢』の妖精のパックを題材にした彫刻が、ハントらに注目され、「ラファエル前派」を創立するメンバーになるように誘われた 。
詩人としても注目されるようになっていて、ラファエル前派の短命であった機関誌の『The Germ』に詩を寄稿した。彫刻家として十分な収入が得られていなかったので、1852年にオーストラリアに移住することを決意した。1851年にオーストラリアのニューサウスウェールズ州やビクトリア州では「ゴールドラッシュ」が起きていた。オーストラリアへの出発の際、ロセッティの家族や、ハントとフォード・マドックス・ブラウンが見送り、フォード・マドックス・ブラウンは後に、移住する人々を描いた「The Last of England」という絵画を描いた。その作品は何点かのヴァージョンがあり各地の美術館に収蔵されている。
ウールナーの一攫千金の夢はかなわず1854年にイギリスに戻った後、彫刻家としての名声が高まり、著名人の胸像や全身像の制作をした。 制作した人物には詩人のアルフレッド・テニスンやウィリアム・ワーズワース、ロバート・ブラウニング、学者のトーマス・カーライル、政治家の、ウィリアム・グラッドストンや探検家のジェームズ・クックなどがいる。
1864年に結婚し、妻の姉妹の一人はウィリアム・ホルマン・ハントと結婚し、ハントとウールナーは義理の兄弟になった。1875年にロイヤル・アカデミー・オブ・アーツの会員に選ばれ、1877年に教授の称号を得た。詩人としての活動も続け、1880年代に何点かの詩集を出版した。
1892年に心臓病で急死した。

## 作品

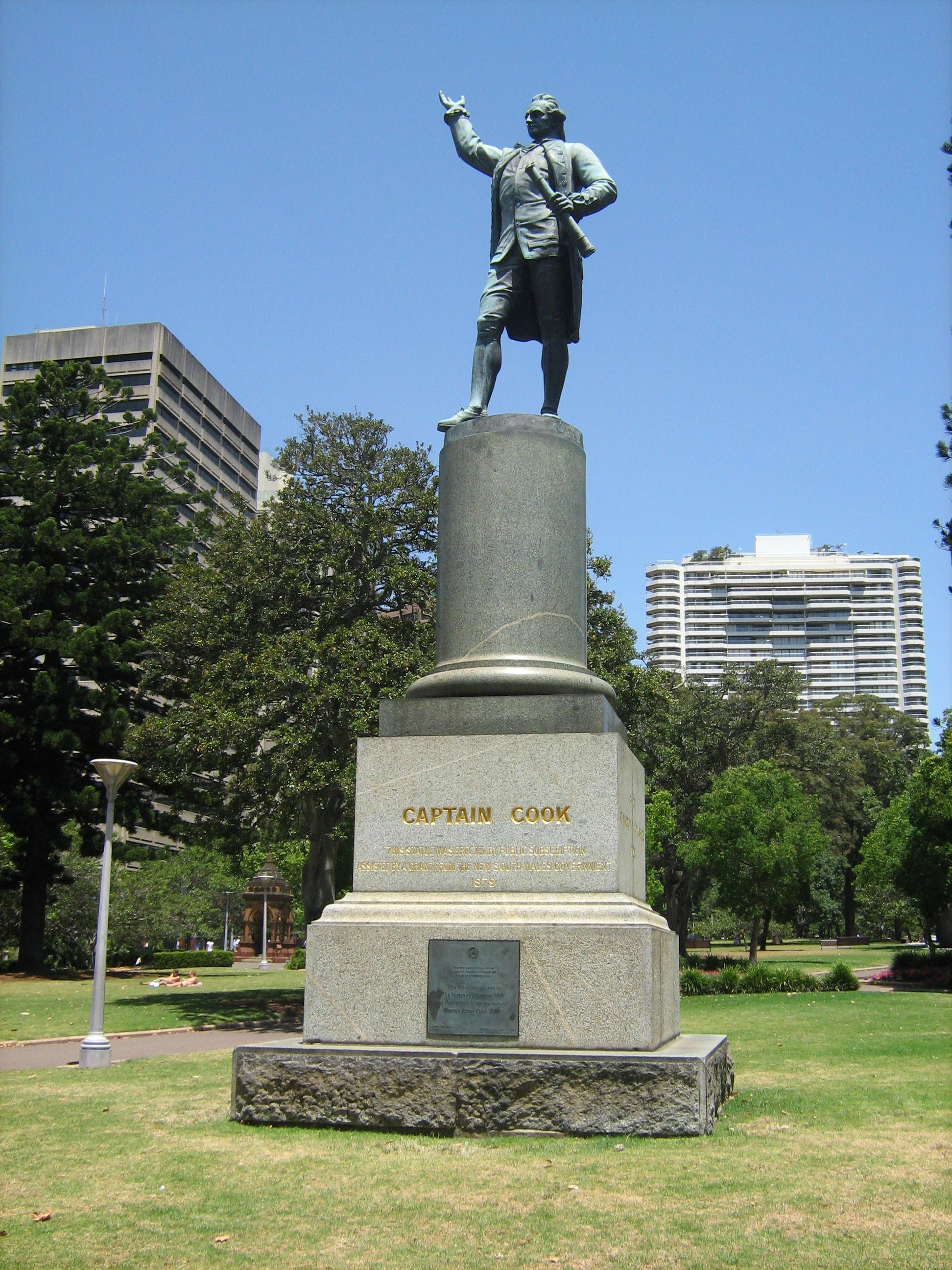
シドニー、ハイドパークのジェームズ・クック像
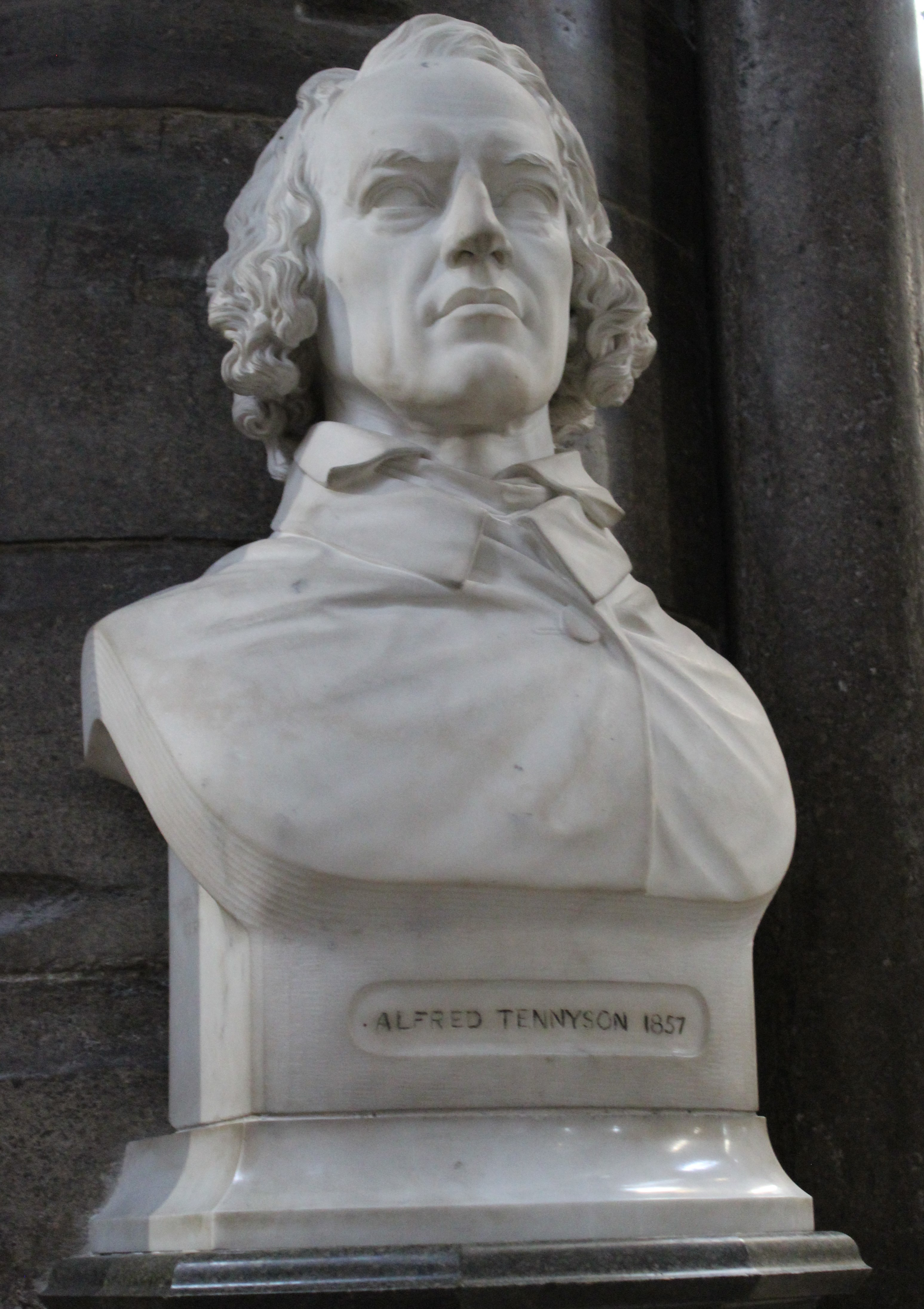
アルフレッド・テニスン
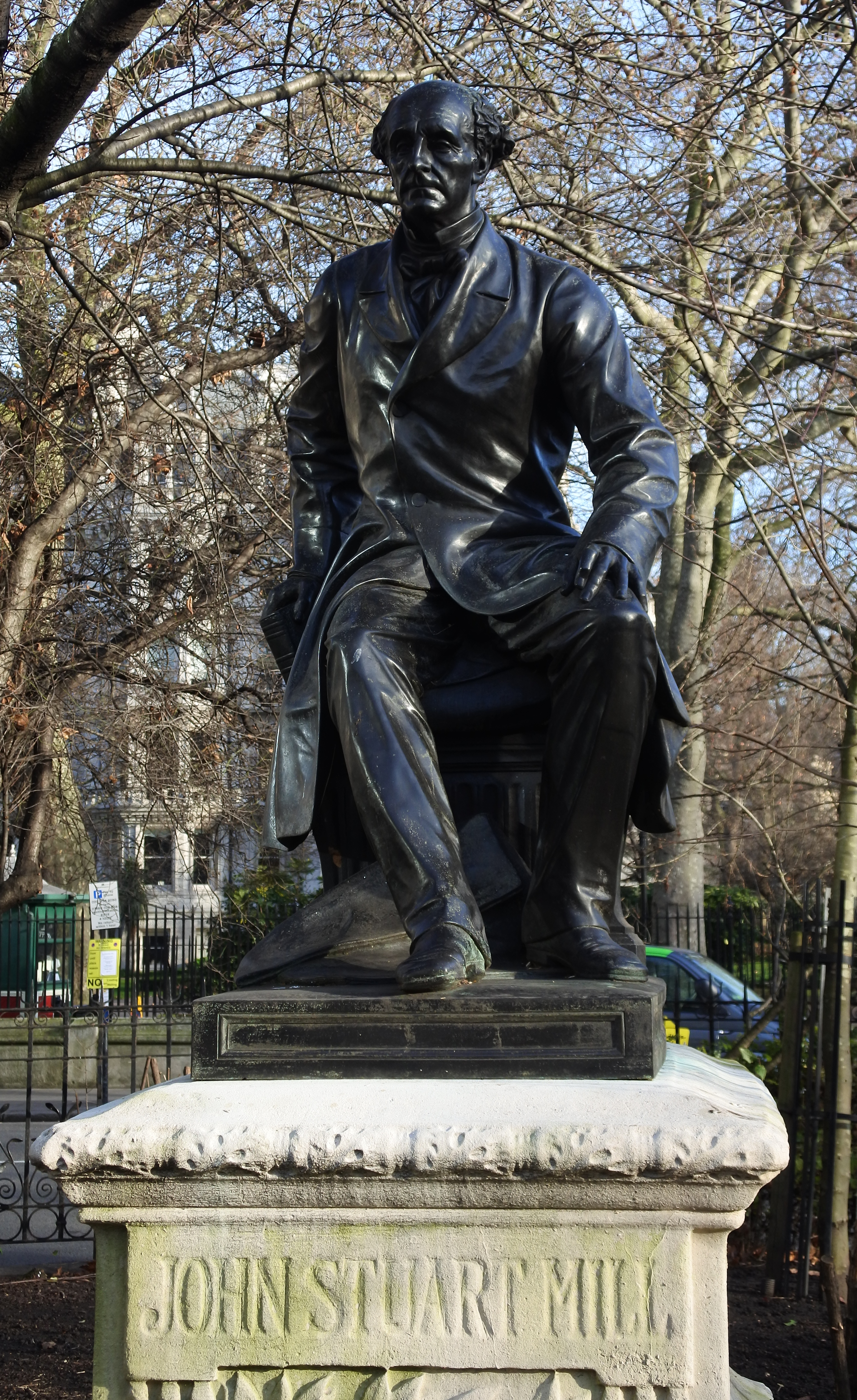
ロンドン、ビクトリア・エンバンクメント・ガーデンズのジョン・スチュアート・ミル像
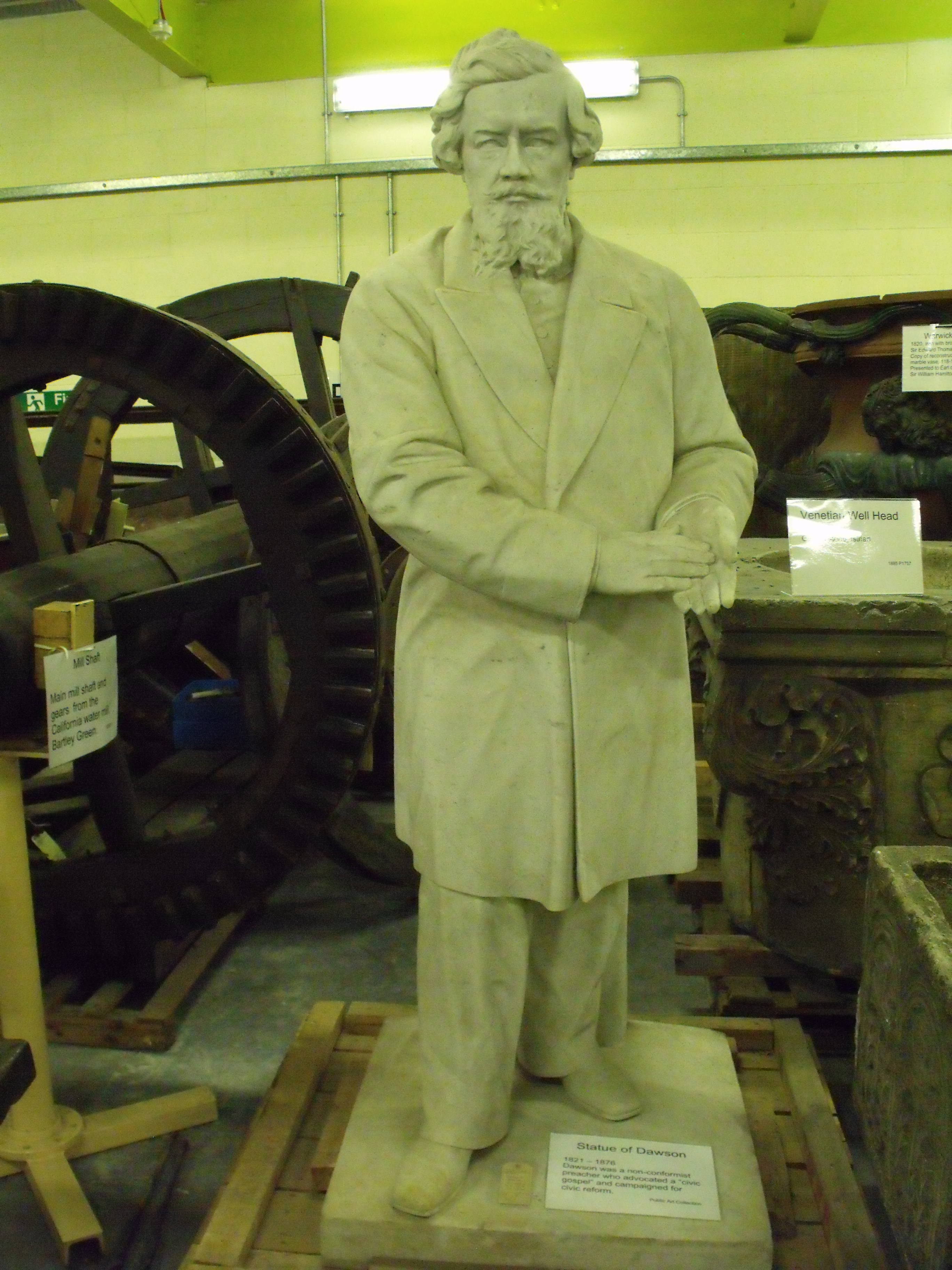
バーミンガムの博物館の宗教家ジョージ・ドーソン像